# 太白幽灵蛛
太白幽灵蛛（学名：Pholcus taibaiensis）为幽灵蛛科幽灵蛛属的动物。其种加词“taibaiensis”意为“太白山的”。在中国大陆，分布于陕西等地。该物种的模式产地在陕西。